# Wayne Martin
Gerald Wayne Martin (Cherry Valley, 26 ottobre 1965) è un ex giocatore di football americano statunitense che ha giocato nel ruolo di defensive lineman nella National Football League (NFL).
Al college giocò a football all'Università dell'Arkansas

## Carriera professionistica
Williams fu scelto come 19º assoluto nel Draft NFL 1989 dai New Orleans. Vi giocò per tutte le undici stagioni della carriera professionistica fino al 1999, mettendo a segno 82,5 sack, il secondo massimo della storia della franchigia dietro il linebacker compagno di squadra Rickey Jackson.

## Palmarès
- Convocazioni al Pro Bowl: 1
- New Orleans Saints Hall of Fame

## Statistiche
| Sack       | 82,5 |
| Intercetti | 1    |